# Ангелы и демоны
О фильме, основанном на этой книге, смотрите Ангелы и демоны (фильм).
«Ангелы и демоны» (англ. Angels and Demons) — роман американского писателя Дэна Брауна, написанный в 2000 году. Книга представляет собой приключенческий роман с элементами как триллера, так и интеллектуального детектива. События в основном разворачиваются в Ватикане в течение одних суток. Книга была экранизирована в 2009 году.

## Сюжет
После смерти папы римского происходит серия загадочных преступлений. В ЦЕРНе после запуска большого адронного коллайдера убит Леонардо Ветра (один из учёных) и похищен контейнер с антиматерией. В штаб-квартире швейцарских гвардейцев на аппаратуре видеонаблюдения появляется изображение таинственного объекта с таймером обратного отсчёта. Жандармерия Ватикана обращается к Роберту Лэнгдону за помощью в раскрытии последних преступлений, а Католическая церковь обращается в ЦЕРН, поскольку на изображении видно клеймо лаборатории.
Лэнгдон осознает, что тайный орден иллюминатов восстал из пепла. Он подозревает, что мишень преступного сообщества следует искать в Ватикане, приезжает в Рим и сотрудничает со швейцарской гвардией, в задачи которой входит обеспечение безопасности понтифика. В путешествии по Ватикану его сопровождает приёмная дочь покойного профессора ЦЕРНа по имени Виттория. Она должна найти контейнер с антивеществом, иначе через 24 часа аккумулятор разрядится и произойдёт взрыв невероятной силы. Папский престол находится после смерти последнего папы в состоянии Sede Vacante, а в Сикстинской капелле заседает конклав, который должен назвать имя нового предстоятеля католической церкви. Загвоздка в том, что четырёх главных кандидатов на престол похитили.

Лэнгдон не сомневается, что за похищениями стоят иллюминаты. Он подозревает, что похищенные контейнер и кардиналы находятся в месте тайных собраний иллюминатов. В старину желающие вступить в ряды сообщества должны были найти дорогу к этому месту при помощи знаков, оставленных иллюминатами в четырёх уголках Рима, составляющих вершины креста. С помощью единственного сохранившегося в ватиканских архивах экземпляра труда Галилея (который якобы был одним из иллюминатов), Лэнгдону удаётся шаг за шагом вычислить названия искомых церквей. Ключами к разгадке оказываются произведения великого скульптора Бернини — тоже якобы одного из иллюминатов. В каждой вершине креста Лэнгдон находит труп одного из похищенных кардиналов с выжженной на его груди калёным железом амбиграммой одной из первичных стихий: 
- В крипте, спроектированной Рафаэлем и оформленной Бернини капеллы Киджи при церкви Санта-Мария-дель-Пополо он обнаруживает погребённого заживо кардинала Эбнера (Ebner) со ртом, забитым землёй. На его груди — амбиграмма слова «земля».
- На берниниевской площади перед собором св. Петра он находит агонизирующего кардинала Ламассе (Lamasse) с проткнутыми лёгкими. На его груди — амбиграмма слова «воздух».
- В церкви Санта-Мария-делла-Виттория, где установлена знаменитая берниниевская статуя «Экстаз святой Терезы», Лэнгдон застаёт подвешенного над костром третьего кардинала Гуидера (Guidera), на груди которого выжжена амбиграмма слова «огонь». В перестрелке погибает сопровождающий профессора Коммандер Оливетти (командир жандармерии Ватикана), но самому Лэнгдону удаётся спастись.
- Четвёртая точка на «пути просвещённых» — Берниниев фонтан Четырёх рек на пьяцца Навона; в нём убийца утопил связанного кардинала Баджиа (Baggia), на груди которого — амбиграмма слова «вода».

Наконец, «путь просвещённых» приводит Лэнгдона к предполагаемому месту собраний иллюминатов — древнему папскому замку Святого Ангела. Он поднимается в Храм Света и вместе с Витторией расправляется с киллером. Воспользовавшись Пассетто, он вместе с Витторией проникает в Ватиканский дворец. Становится известно, что камерленго (священник, руководящий Ватиканом в период вакантности святейшего престола) Карло Вентреска уединился для частной аудиенции с директором ЦЕРНа Максимилианом Колером. Это укрепляет их подозрения, что именно Колер стоит во главе заговора иллюминатов. На крик камерленго дверь в его покои взламывают, Колер погибает в перестрелке, успев перед смертью передать Лэнгдону видеоплёнку.
Между тем до взрыва антивещества остаются считанные минуты. Швейцарская гвардия начинает эвакуацию кардиналов из Ватикана. Камерленго на выходе из собора испытывает видение и бросается к склепу св. Пётра, где, как ему открылось свыше, и находится контейнер с антивеществом. Завладев контейнером за пять минут до взрыва, он и Лэнгдон вскакивают в вертолёт и направляют его ввысь. Взрыв происходит на огромной высоте и потому безвреден для жителей Рима. Парашют спасшего город камерленго опускается на купол собора св. Петра, где его приветствуют толпы благодарного народа. Кардиналы в порыве эмоций собираются избрать камерленго новым папой.
Тем временем на острове Тиберина приземляется и чудом выживший при взрыве Лэнгдон. Он собирает кардиналов и демонстрирует им оставленную Колером плёнку. Из неё становится ясно, кто в действительности стоял за всеми преступлениями. На встрече с отцом Виттории по поводу экспериментов с получением антивещества покойный папа одобрил их ввиду того, что именно наука дала ему сына. Эти слова навели фанатичного камерленго на мысль о том, что папа некогда согрешил с женщиной, нарушив обет целибата, и потому недостоин жизни. Он отравил понтифика, организовал похищение антивещества и кардиналов, а потом и спасение Рима от взрыва, прикрываясь именем общества иллюминатов, в действительности давно не существующего.
На последних страницах книги выясняется, что ребёнок папы был зачат «безгрешно» — путём искусственного оплодотворения — и что этим ребёнком был сам камерленго. В порыве раскаяния последний совершает самосожжение при стечении народа на площади св. Петра. Новым папой избирают кардинала Саверио Мортати.

## Факты и вымысел
По просьбам читателей на сайте ЦЕРНа была размещена страница, объясняющая, почему описанная в книге ситуация является с точки зрения физики чистым вымыслом.
В частности, отмечается, что бомба из антивещества невозможна; что антивещество создаётся не так, как это описано в книге; что необходимы миллиарды лет, чтобы создать всего один грамм антивещества на существующих ускорителях. Использование антиматерии в качестве источника энергии крайне неэффективно — энергии, выделившейся при аннигиляции всей антиматерии, полученной в ЦЕРНе, хватило бы лишь на несколько минут работы обыкновенной лампочки накаливания.
Сотрудник ЦЕРНа Рольф Ландуа (в некоторой степени послуживший прототипом Леонардо Ветра, одного из персонажей книги) в интервью итальянскому журнала Newton сообщил, что получение одного грамма антивещества стоило бы порядка 1000 триллионов долларов, для сравнения: годового бюджета США хватило бы на создание лишь нескольких микрограммов антивещества.

## Продолжение и экранизация
Книга в начале XXI века не пользовалась большим спросом. Лишь после романа «Код да Винчи», который стал бестселлером, «Ангелы и демоны» обрели популярность. Роман вошёл в список бестселлеров по версии Publishers Weekly за 2004 год.
В мае 2009 года на экраны вышла крупнобюджетная экранизация книги, снятая Роном Ховардом. Роль Лэнгдона в фильме исполнил Том Хэнкс. Сюжетные перипетии киноленты не вполне совпадают с сюжетом романа.
Осенью 2009 года Дэн Браун опубликовал новую книгу, «Утраченный символ», продолжение приключений профессора Лэнгдона, рассказывающее о тайном обществе масонов.